# Víctor Pérez i Pallarés
Víctor Pérez i Pallarés (Lleida, 24 de maig de 1933 - Lleida, 4 de juliol de 2018) fou un artista català. Llicenciat en Belles Arts, fou deixeble de Teodoro Miciano, Antoni Ollé i Pinell i Francesc Labarta, i va realitzar nombroses exposicions individuals i col·lectives de gravat i pintura així com pintures murals en diversos edificis civils i religiosos tant de Catalunya com de l'Aragó.

## Biografia
Fou un dels primers alumnes de l'Escola del Cercle de Belles Arts, on va estudiar dibuix amb Leandre Cristòfol i pintura amb Magí Serés. Traslladat posteriorment a Barcelona, l'any 1951 va iniciar els estudis a l'Escola de Llotja, on s'inicià en la tècnica del gravat de la mà d'Antoni Ollé i Pinell i Teodoro Miciano, que l'influencià especialment en la tècnica de l'aiguafort. A Llotja també fou deixeble de Francesc Labarta.
L'any 1956 va ingressar al Cercle Maillol de l'Institut Francès de Barcelona, on coincidí amb Josep Maria de Sucre. L'any següent va rebre una beca d'aquesta institució per anar a París, on va perfeccionar la tècnica del gravat gràcies als ensenyaments d'Alex Goetz, impartits al taller de Johny Freilander, i on va obtenir (l'any 1958), la Medalla Watteau de gravat, atorgada pel govern francès. Aquest fet, juntament amb la participació en les biennals d'Alexandria i Sao Paulo, propiciaren la seva integració al Grup Cogul (1964) amb una certa especialització i un renom important.

## Obra
Pérez Pallarés aportà una altra via d'accés al món de l'abstracció en què destacà, com a tret característic, un cert component expressiu hereu dels seus contactes privilegiats amb un dels mestres de l'art català d'aquest segle, Josep Maria de Sucre. Una tendència expressionista, en sintonia amb les angoixes vitals del moment —que en l'obra de Pérez Pallarés es mostren amarades d'una certa ingenuïtat i innocència—, i temperada per una intensa preocupació per la construcció i l'ordre compositiu. Construcció i expressió són els dos components que conformen el binomi artístic de l'artista.
Però si cal destacar en la seva obra un aspecte per damunt d'altres és precisament la seva producció resultant de l'aplicació de les tècniques del gravat. És aquesta una dimensió que el projecta com un dels pocs pintors-gravadors o, en el seu millor cas, gravadors-pintors catalans que realitzen una aportació singular a la cristal·lització de les noves vies expressives de l'avantguarda, a partir del suport tradicional de les tècniques d'estampació. El 1975 fou nomenat director del Museu Morera de Lleida, càrrec que va exercir entre 1975 i 1983.

## Premis i reconeixements
- 1955 Primer premi de gravat a l'Escola d'Arts i Oficis (Llotja) de Barcelona.
- 1958 Premi Watteau de gravat, atorgat pel govern francès.
- 1963 Premi de pintura Medalla Morera de Lleida[4][7] (premi que tornà a guanyar l'any 1973).

## Exposicions destacades
Selecció d'exposicions destacades:

### Individuals
- 1956: Primera exposició de gravats, Cercle de Belles Arts, Lleida
- 1965: Pintura, Institut d'Estudis Ilerdencs, Lleida
- 1971: Manera negra, aiguaforts i punta seca, Sala Miró, Col·legi d'Arquitectes de Lleida
- 1978: Galeria Cop d'Ull, Lleida
- 1981: Galeria Prado 20, Madrid
- 1983: Galeria Cop d'Ull, Lleida
- 1986: Obra recent 85/86, La Caixa, Lleida
- 1989: Configuració (pintura i grafisme, Sala Gosé, Col·legi d'Arquitectes de Lleida
- 1996: Demòtica (=signe), Col·legi d'Aparelladors, Lleida
- 1998: Museu d'Art Jaume Morera
- 2000: Petit format, Hospital Arnau de Vilanova, Lleida
- 2001: Esbós-calc, Biblioteca Pública de Lleida
- 2007: Set, Col·legi d'Arquitectes de Lleida
- 2014-2015: De l'esbós al mur: Víctor Pérez Pallarés, muralista, Museu de Lleida: diocesà i comarcal

### Col·lectives
- 1954: 20 pintores jóvenes exponen, Col·legi Major Sant Jordi, Barcelona
- 1957: Grup de Pintura Actual de Lleida, Institut Francès de Barcelona
- 1957: Once artistas del Cercle Maillol, Institut Mercantil, València
- 1957: 16 artistas del Cercle Maillol, Caixa de Pensions, Barcelona
- 1957: Col·lectiva al Club des Quatre Vents, París
- 1958: Col·lectiva al Cercle Maillol, Barcelona
- 1959: V Biennal de São Paulo
- 1959: Arte Español del Mediterráneo, Ateneu Mercantil, València
- 1959: Movimiento Artístico del Mediterráneo, Màlaga, Lleida, Galeria Huemul (Buenos Aires), Galeria Numéro (Florència), Lausana, Lisboa
- 1959: I Saló de Novembre, Barcelona
- 1959: I Biennal d'Alexandria
- 1960: II i III Salón de Arte Actual del Mediterráneo, Madrid i València, respectivament
- 1961: V Saló de Maig, Barcelona
- 1961: Exposició I Premi Maria Vilaltella, Lleida
- 1961: Exposició Medalla Morera, Lleida
- 1962: Exposició II Premi Maria Vilaltella, Lleida
- 1963: Saló de Març, València
- 1963: Saló de Maig, Barcelona
- 1964: III Premi de Dibuixos Joan Miró, Barcelona (amb el Grup Cogul
- 1964: Art d'avui, Cercle Artístic de Sant Lluc, Barcelona
- 1964: Exposició IV Premi Maria Vilaltella, Lleida
- 1964: Abstractes catalans, Antic Hospital de la Santa Creu, Barcelona
- 1965: IV Saló de Maig, Barcelona
- 1965: IV Premi de Dibuix Joan Miró, Cercle Artístic de Sant Lluc, Barcelona
- 1965: Grup Cogul, Cercle Artístic de Sant Lluc, Barcelona
- 1966: X Saló de Maig, Barcelona
- 1967: Artistas leridanos de hoy, Cercle Català de Madrid
- 1967: IV Premi Internacional Joan Miró, Palau de la Virreina, Barcelona
- 1967: Exposició VI Premi Maria Vilaltella, Lleida
- 1968: XI Saló de Maig, Barcelona
- 1968: Pintors a París, Petite Galerie, Lleida
- 1976: Col·lectia a la sala d'art Finestra Oberta, Lleida
- 1976: Fons d'art del diari Avui, La Caixa, Lleida
- 1978: Col·lectiva a la galeria Cop d'Ull, Lleida
- 1980: Lleida vista pels seus pintors, Institut d'Estudis Ilerdencs i Cercle Català de Madrid
- 1982: Pintura contemporània a Lleida, 1930/80, La Caixa, Lleida i Barcelona
- 1984: Pintura 1945/70, Cercle de Belles Arts, Lleida
- 1985: Grup Cogul 64/65, La Caixa, Barcelona
- 1988: Art Català contemporani, Sala d'Exposicions Sant Roc, Valls
- 1988: Del vell al nou, La Caixa, Lleida
- 1993: Tot recordant Coma Estadella, Casal de Joventut Republicana, Lleida
- 1994: De Benseny a Àngel Jové, Cercle de Belles Arts, Lleida
- 1996: I Saló de Gravat de Ponent, Departament de Cultura, Lleida
- 1997: Paisatges, Museu d'Art Jaume Morera, Lleida
- 2000: El segle de Cristòfol, La Caixa, Lleida
- 2002: Germinabit, Biblioteca Pública de Lleida
- 2005: L'Eucaristia, tresor de l'Església, Catedral de Lleida